# Kylie Hutson
Kylie Hutson (ur. 27 listopada 1987) – amerykańska lekkoatletka specjalizująca się w skoku o tyczce.

## Osiągnięcia
- złota medalistka mistrzostw USA (2011)
- wielokrotna mistrzyni NCAA

## Rekordy życiowe
- skok o tyczce (hala) – 4,75 (2013)